# Pyrinia sabasia
Pyrinia sabasia es una especie de polilla de la familia Geometridae. La especie fue descrita por primera vez por William Schaus habiendo sido descrita en 1927, con distribución en Brasil. El sintipo de la especie fue descrita en São Paulo.